# 小澤摩純
小澤 摩純（おざわ ますみ、1962年5月5日 - ）は、東京都出身の画家。女子美術大学版画科卒。大学在学中は期特の新人版画大賞展や大学版画展にて買い上げ賞を受賞している。
銅版画による童謡のような作品を中心に活動しているほか、絵本などの挿絵なども手掛けている。レストランのキリコ・ディ・ナポリや卵と私などのロゴやデザインも担当している。
1998年には絵本『天使はみつめている』を発売。自身が内容他絵も手掛けた。

## 挿絵
- ゆめがとびだしたケーキ （奥田継夫作、1989）
- おやすみなさいサンタクロース （舟崎克彦作、1990）
- ジーク - 月のしずく日のしずく （斉藤洋作、1992）
- 天使への手紙（喜多見龍一作、2000）
- ウォーリアーズシリーズ（エリン・ハンター作、金原瑞人訳）
  - ウォーリアーズ 1 ファイヤポー、野生にかえる（2006）
  - ウォーリアーズ 2 ファイヤポー、戦士になる（2007）
  - ウォーリアーズ 3 ファイヤハートの戦い（2007）
  - ウォーリアーズ 4 ファイヤハートの挑戦 （2007）
  - ウォーリアーズ 5 ファイヤハートの危機 （2007）
  - ウォーリアーズ 6 ファイヤハートの旅立ち （2007）

## その他
- 『ドラえもん』小学館コロコロ文庫版 10巻（1997年）- 解説を執筆。